# 17653 Бохнер
17653 Бохнер (17653 Bochner) — астероїд головного поясу, відкритий 10 листопада 1996 року.
Тіссеранів параметр щодо Юпітера — 3,316.